# Dmitri Filipov
Dmitri Nikolàievitx Filipov (en rus: Дмитрий Николаевич Филиппов; 1 d'agost de 1944, Jurga, regió de Kémerovo, República Socialista Federada Soviètica de Rússia, URSS - 13 d'octubre de 1998, Sant Petersburg, Rússia)
Fou un estadista soviètic, una figura política, pública i industrial, que des de l'any 1974 va ser un secretari del Comitè Central de Komsomol, membre del Consell de Ministres de l'URSS, cap de personal de la construcció del ferrocarril de Baikal-Amur, cap de personal per desenvolupar el petroli de Sibèria Occidental i la indústria del gas; i des de 1978 també va ser membre del Presidium del Consell Central de Sindicats. Entre 1986 i 1990 va ser el secretari i supervisor de la indústria de Leningrad i la regió de Leningrad en el Comitè Regional de Leningrad del Partit Comunista. Entre 1990 i 1993 va ser el cap de la inspecció tributària de l'estat de Sant Petersburg i a partir de 1993 va ser el gran i reputat cap de grups financers i industrials i de les organitzacions públiques de Rússia. Va morir de resultes d'una explosió de dinamita a l'entrada del seu apartament a Sant Petersburg.